# Ladislau Bonyhádi
 (décembre 2023).
Si vous disposez d'ouvrages ou d'articles de référence ou si vous connaissez des sites web de qualité traitant du thème abordé ici, merci de compléter l'article en donnant les références utiles à sa vérifiabilité et en les liant à la section « Notes et références ».
Ladislau Bonyhádi en roumain ou Bonyhádi László en hongrois (né le 25 mars 1923 à Bonyhád en Hongrie et mort le 13 juin 1997) est un joueur de football roumain d'origine hongroise.

## Biographie
Il est devenu une légende dans le club de l'UT Arad, en devenant meilleur buteur de la Liga I en 1947 et 1948. En 1947-48, il inscrit 49 buts, ce qui est toujours un record. 
Après sa dernière saison à l'ITA Arad (80 buts en 54 matchs, ce qui fait de lui le second meilleur buteur de l'histoire du club), il part en Hongrie. Il joue trois fois avec la Roumanie bien qu'il fût hongrois d'origine.
En 1958, il entraîne des petites équipes de quartier en Hongrie.

## Palmarès
- Deux fois vainqueur de la Liga I (1946–1947 , 1947–1948)
- Vainqueur de la Coupe de Roumanie de football (1947–1948)
- Deux fois meilleur buteur de la Liga I